# Rhabdatomis mandana
Rhabdatomis mandana är en fjärilsart som beskrevs av Dyar 1907. Rhabdatomis mandana ingår i släktet Rhabdatomis och familjen björnspinnare. Inga underarter finns listade.